# 龙门镇 (重庆市)
龙门镇，是中华人民共和国重庆市梁平区下辖的一个乡镇级行政单位。

## 行政区划
龙门镇下辖以下地区：
明亮村、龙凤村、河源村、三官村、马鞍村、河龙村、沙井村、乐胜村、拱桥村、文圣村和花庙村。